# Iván Moreno (wielrenner)
Iván Moreno Sánchez (Castellón de la Plana, 27 mei 1996) is een Spaans voormalig wielrenner die twee jaar prof was bij Equipo Kern Pharma.

## Carrière
In 2017 werd Moreno vierde in de door José Fernandes gewonnen Ronde van Portugal van de Toekomst. Na meerdere overwinningen en ereplaatsen in het Spaanse amateurcircuit tussen 2017 en 2019 maakte Moreno in 2020 de overstap naar Equipo Kern Pharma. Hij nam dat jaar onder meer deel aan de Ronde van Valencia en de Ruta del Sol. Omdat de ploeg in 2021 een stap hogerop deed, werd Moreno dat jaar prof. In mei werd hij achtste in de Clássica da Arrábida, op zestien seconden van winnaar Sean Quinn. In 2022 werd hij onder meer achtste in de Ronde van de Appennijnen.
In 2023 deed Moreno een stap terug naar Global 6 Cycling. Namens die ploeg werd hij onder meer tiende in het eindklassement van de Flèche du Sud en vijftiende in dat van de Ronde van Małopolska. In de slotrit van de Poolse etappekoers werd hij, achter Márton Dina, tweede na een aankomst bergop. Aan het eind van dat seizoen kondigde hij zijn afscheid aan.

## Ploegen
- 2020 –  Equipo Kern Pharma
- 2021 –  Equipo Kern Pharma
- 2022 –  Equipo Kern Pharma
- 2023 –  Global 6 Cycling

Adrià · Agirre · Araiz · Arrieta · Berrade · Carboni (vanaf 9/9) · Carretero · J. Castrillo · Cobo · Galván · C. García Pierna · R. García Pierna · Jaime · D. Lopez · J. López · Marquez · Mendez · Miquel · Moreno · Novikov · Parra · Řepa · Ruiz · Sánchez · van der Tuuk · P. Castrillo (stagiair) · Fernandez (stagiair) · Retegi (stagiair)
Ballabio · Bilyard · Fitzwater · Fredriksen · Harvey · Heany · Hjorth · Koyama · Moreno · Ormiston · Russell · Şampiyonbisiklet · Sessler · Wirtgen